# Formazione degli Hawkwind
Nel corso degli anni, molti musicisti hanno collaborato con gli Hawkwind. L'unico membro fisso è stato il fondatore Dave Brock, che rappresenta il punto cardine della band. Tra gli altri, si possono annoverare Lemmy Kilmister (in seguito fondatore dei Motörhead), Nik Turner, Harvey Bainbridge, Del Dettmar, Dik Mik, Huw Lloyd-Langton, Robert Calvert, Paul Rudolph (precedentemente nei Pink Fairies e The Deviants), Twink (altro membro dei Pink Fairies) e, più recentemente, Ron Tree. Altri collaboratori noti per progetti al di fuori degli Hawkwind sono Ginger Baker e Arthur Brown.
La band ha spesso incluso tra i crediti anche membri non musicisti del loro personale, come Liquid Len, un ingegnere delle luci, e Stacia, una ballerina presente nei loro spettacoli fino al 1975.

## Formazione

### Attuale
- Dave Brock - voce, chitarra, tastiere (1969 - presente)
- Niall Hone - basso, chitarra, sintetizzatore, campionatore (2008 - presente)
- Tim Blake - tastiere, voce (1979-80; 2000-02; 2007 - presente)
- Richard Chadwick - batteria, voce (1988 - presente)
- Mr Dibs - basso (2007 - presente)

| Anni | Voce                          | Sassofono, Flauto                | Lead: Chitarra, Violino (V) o Tastiere (T) | Chitarra, Sintetizzatore | Basso                            | Tastiere, Sintetizzatore | Batteria    |
| ---- | ----------------------------- | -------------------------------- | ------------------------------------------ | ------------------------ | -------------------------------- | ------------------------ | ----------- |
| 1969 |                               | Nik Turner                       | Mick Slattery                              | Dave Brock               | John Harrison                    | Dik Mik                  | Terry Ollis |
| 1970 | Huw Lloyd-Langton             | Nik Turner                       | John Harrison, Thomas Crimble              | Dave Brock               |                                  | Dik Mik                  | Terry Ollis |
| 1971 |                               | Nik Turner                       | Dave Anderson                              | Dave Brock               | Dik Mik e Del Dettmar            |                          | Terry Ollis |
| 1972 | Robert Calvert                | Nik Turner                       | Lemmy Kilmister                            | Dave Brock               | Dik Mik e Del Dettmar            | Simon King               |             |
| 1973 | Robert Calvert                | Nik Turner                       | Lemmy Kilmister                            | Dave Brock               | Dik Mik e Del Dettmar            | Simon King               |             |
| 1974 |                               | Nik Turner                       | Lemmy Kilmister                            | Dave Brock               | Del Dettmar e Simon House        | Simon King               |             |
| 1975 | (Michael Moorcock)            | Nik Turner                       | Lemmy Kilmister                            | Dave Brock               | Simon House                      | Simon King e Alan Powell |             |
| 1976 | Robert Calvert                | Nik Turner                       | Paul Rudolph                               | Dave Brock               | Simon House                      | Simon King e Alan Powell |             |
| 1977 | Robert Calvert                |                                  | Adrian Shaw                                | Dave Brock               | Simon House                      | Simon King               |             |
| 1978 | Robert Calvert                | Harvey Bainbridge                | Simon House, Steve Swindells               | Dave Brock               | Simon King e Martin Griffin      |                          |             |
| 1979 |                               | Harvey Bainbridge                | Huw Lloyd-Langton                          | Dave Brock               | Tim Blake                        | Simon King               |             |
| 1980 | Tim Blake, Keith Hale         | Harvey Bainbridge                | Huw Lloyd-Langton                          | Dave Brock               | Ginger Baker                     |                          |             |
| 1981 | (Michael Moorcock)            | Harvey Bainbridge                | Huw Lloyd-Langton                          | Dave Brock               |                                  | Martin Griffin           |             |
| 1982 |                               | Harvey Bainbridge                | Huw Lloyd-Langton                          | Dave Brock               | Nik Turner                       | Martin Griffin           |             |
| 1983 | Dead Fred                     | Harvey Bainbridge                | Huw Lloyd-Langton                          | Dave Brock               | Nik Turner                       | Andy Anderson            |             |
| 1984 | Harvey Bainbridge, Alan Davey | Dead Fred, Harvey Bainbridge     | Huw Lloyd-Langton                          | Dave Brock               | Nik Turner                       | Clive Deamer             |             |
| 1985 |                               | Alan Davey                       | Huw Lloyd-Langton                          | Dave Brock               | Harvey Bainbridge                | Danny Thompson Jr        |             |
| 1986 |                               | Alan Davey                       | Huw Lloyd-Langton                          | Dave Brock               | Harvey Bainbridge                | Danny Thompson Jr        |             |
| 1987 |                               | Alan Davey                       | Huw Lloyd-Langton                          | Dave Brock               | Harvey Bainbridge                | Danny Thompson Jr        |             |
| 1988 |                               | Alan Davey                       | Huw Lloyd-Langton                          | Dave Brock               | Harvey Bainbridge                | Danny Thompson Jr        |             |
| 1989 | Bridget Wishart               | Alan Davey                       | Simon House (V)                            | Dave Brock               | Harvey Bainbridge                | Richard Chadwick         |             |
| 1990 | Bridget Wishart               | Alan Davey                       | Simon House (V)                            | Dave Brock               | Harvey Bainbridge                | Richard Chadwick         |             |
| 1991 | Bridget Wishart               | Alan Davey                       | Simon House (V)                            | Dave Brock               | Harvey Bainbridge                | Richard Chadwick         |             |
| 1992 |                               | Alan Davey                       |                                            | Dave Brock               |                                  | Richard Chadwick         |             |
| 1993 |                               | Alan Davey                       |                                            | Dave Brock               |                                  | Richard Chadwick         |             |
| 1994 |                               | Alan Davey                       |                                            | Dave Brock               |                                  | Richard Chadwick         |             |
| 1995 | Ron Tree                      | Alan Davey                       | (Jerry Richards)                           | Dave Brock               |                                  | Richard Chadwick         |             |
| 1996 | Ron Tree                      | Alan Davey                       |                                            | Dave Brock               |                                  | Richard Chadwick         |             |
| 1997 | (Captain Rizz)                | Jerry Richards                   | Ron Tree                                   | Dave Brock               |                                  | Richard Chadwick         |             |
| 1998 | (Captain Rizz)                | Jerry Richards                   | Ron Tree                                   | Dave Brock               |                                  | Richard Chadwick         |             |
| 1999 | (Captain Rizz)                | Jerry Richards                   | Ron Tree                                   | Dave Brock               |                                  | Richard Chadwick         |             |
| 2000 | (Captain Rizz)                | (Jez Huggett)                    | Ron Tree                                   | Dave Brock               | Jerry Richards e Simon House (V) | Richard Chadwick         | Tim Blake   |
| 2001 | (Arthur Brown)                | (Jez Huggett)                    | Huw Lloyd-Langton                          | Dave Brock               | Alan Davey                       | Richard Chadwick         | Simon House |
| 2002 | (Arthur Brown)                | (Jez Huggett)                    | Lloyd-Langton e Simon House (V)            | Dave Brock               | Alan Davey                       | Richard Chadwick         | Tim Blake   |
| 2003 | (Arthur Brown)                |                                  |                                            | Dave Brock               | Alan Davey                       | Richard Chadwick         |             |
| 2004 |                               | Jason Stuart                     |                                            | Dave Brock               | Alan Davey                       | Richard Chadwick         |             |
| 2005 |                               | Jason Stuart                     |                                            | Dave Brock               | Alan Davey                       | Richard Chadwick         |             |
| 2006 |                               | Jason Stuart                     |                                            | Dave Brock               | Alan Davey                       | Richard Chadwick         |             |
| 2007 | Mr Dibs                       | Jason Stuart e Tim Blake         |                                            | Dave Brock               |                                  | Richard Chadwick         |             |
| 2008 | Mr Dibs                       | Jason Stuart e Tim Blake         |                                            | Dave Brock               |                                  | Richard Chadwick         |             |
| 2009 | Mr Dibs                       | Niall Hone e Jonathan Sevink (V) | Tim Blake                                  | Dave Brock               |                                  | Richard Chadwick         |             |
| 2010 | Mr Dibs                       | Niall Hone                       | Tim Blake                                  | Dave Brock               |                                  | Richard Chadwick         |             |
| 2011 | Mr Dibs                       | Niall Hone                       | Tim Blake                                  | Dave Brock               | Niall Hone e Mr Dibs             | Richard Chadwick         |             |
| 2012 | Mr Dibs                       | Niall Hone                       | Tim Blake e Dead Fred                      | Dave Brock               | Niall Hone e Mr Dibs             | Richard Chadwick         |             |
| 2013 | Mr Dibs                       | Niall Hone                       | Tim Blake e Dead Fred                      | Dave Brock               | Niall Hone e Mr Dibs             | Richard Chadwick         |             |